# Немецкая военная администрация в Бельгии и Северной Франции
Немецкая военная администрация в Бельгии и Северной Франции (нем. Militärverwaltung in Belgien und Nordfrankreich) — временный оккупационный режим нацистской Германией периода Второй мировой войны на территориях современных Бельгии и французских департаментов Нор и Па-де-Кале, существовавший с 1940 года до июля 1944 года. Осенью 1942 года Гитлеру были представлены планы СС по переводу Бельгии из военной в гражданскую администрацию, однако решение вопроса было отложено.

## Рейхскомиссариат
18 июля 1944 года военная администрация была преобразована в гражданскую во главе с гауляйтером Йозефом Грое, рейхскомиссаром Бельгии и Северной Франции (нем. Reichskommissar von Belgien und Nordfrankreich).

## Коллаборационизм
В период оккупации фашистские фламандцы, валлоны и французские коллаборационисты оказывали поддержку немецкой администрации. В двунациональных бельгийских регионах, преимущественно во франкоязычной Валлонии, действовали коллаборационистские группировки рексистов, в то время как во Фландрии, населённой фламандцами, нацистов поддерживал Фламандский национальный союз. На севере Франции фламандские сепаратистские настроения были вызваны пронацистским Фламандским союзом Франции (нидерл. Vlaamsch Verbond van Frankrijk) во главе со священником Жаном-Мари Гантуа.
Присоединение департаментов Нор и Па-де-Кале к подотчётным бельгийской военной администрации территориям первоначально было осуществлено по военным соображениям предположительно в рамках подготовки к запланированному вторжению в Великобританию. В конечном счёте, на решение Гитлера о расширении территории повлияло его желание переместить границу Германии на запад, а также возможность усиления давления на режим Виши.

## Структура
За время оккупации военная администрация сформировала разветвлённую структуру управления оккупированными территориями, опиравшуюся как на военную, так и на гражданскую сферу:
| | | | | | |                                                              |                                                              |                                                              |                                                              |                                                              |                                                              | Немецкая военная администрация в Бельгии и Северной Франции Часть вермахта. Главнокомандующий: Александр фон Фалькенхаузен. | Немецкая военная администрация в Бельгии и Северной Франции Часть вермахта. Главнокомандующий: Александр фон Фалькенхаузен. | Немецкая военная администрация в Бельгии и Северной Франции Часть вермахта. Главнокомандующий: Александр фон Фалькенхаузен. | Немецкая военная администрация в Бельгии и Северной Франции Часть вермахта. Главнокомандующий: Александр фон Фалькенхаузен. | Немецкая военная администрация в Бельгии и Северной Франции Часть вермахта. Главнокомандующий: Александр фон Фалькенхаузен. | Немецкая военная администрация в Бельгии и Северной Франции Часть вермахта. Главнокомандующий: Александр фон Фалькенхаузен. |  |  |                                                  |                                                  |                                                  |                                                  | | | | | SiPo-SD Часть полиции безопасности и службы безопасности Независима от военной администрации, управляется из Берлина.     | SiPo-SD Часть полиции безопасности и службы безопасности Независима от военной администрации, управляется из Берлина.     | SiPo-SD Часть полиции безопасности и службы безопасности Независима от военной администрации, управляется из Берлина. | SiPo-SD Часть полиции безопасности и службы безопасности Независима от военной администрации, управляется из Берлина. | SiPo-SD Часть полиции безопасности и службы безопасности Независима от военной администрации, управляется из Берлина. | SiPo-SD Часть полиции безопасности и службы безопасности Независима от военной администрации, управляется из Берлина. |                   |                   |  |  |  |  |  |  |  |  |  |  |  |  |
| | | | | | |                                                              |                                                              |                                                              |                                                              |                                                              |                                                              | Немецкая военная администрация в Бельгии и Северной Франции Часть вермахта. Главнокомандующий: Александр фон Фалькенхаузен. | Немецкая военная администрация в Бельгии и Северной Франции Часть вермахта. Главнокомандующий: Александр фон Фалькенхаузен. | Немецкая военная администрация в Бельгии и Северной Франции Часть вермахта. Главнокомандующий: Александр фон Фалькенхаузен. | Немецкая военная администрация в Бельгии и Северной Франции Часть вермахта. Главнокомандующий: Александр фон Фалькенхаузен. | Немецкая военная администрация в Бельгии и Северной Франции Часть вермахта. Главнокомандующий: Александр фон Фалькенхаузен. | Немецкая военная администрация в Бельгии и Северной Франции Часть вермахта. Главнокомандующий: Александр фон Фалькенхаузен. |  |  |                                                  |                                                  |                                                  |                                                  | | | | | SiPo-SD Часть полиции безопасности и службы безопасности Независима от военной администрации, управляется из Берлина.     | SiPo-SD Часть полиции безопасности и службы безопасности Независима от военной администрации, управляется из Берлина.     | SiPo-SD Часть полиции безопасности и службы безопасности Независима от военной администрации, управляется из Берлина. | SiPo-SD Часть полиции безопасности и службы безопасности Независима от военной администрации, управляется из Берлина. | SiPo-SD Часть полиции безопасности и службы безопасности Независима от военной администрации, управляется из Берлина. | SiPo-SD Часть полиции безопасности и службы безопасности Независима от военной администрации, управляется из Берлина. |                   |                   |  |  |  |  |  |  |  |  |  |  |  |  |
| | | | | | |                                                              |                                                              |                                                              |                                                              |                                                              |                                                              | | | | | | |  |  |                                                  |                                                  |                                                  |                                                  | | | | | | | | | | |                   |                   |  |  |  |  |  |  |  |  |  |  |  |  |
| | | | | | | Военно-административный штаб Начальник штаба: Эггерт Реедер. | Военно-административный штаб Начальник штаба: Эггерт Реедер. | Военно-административный штаб Начальник штаба: Эггерт Реедер. | Военно-административный штаб Начальник штаба: Эггерт Реедер. | Военно-административный штаб Начальник штаба: Эггерт Реедер. | Военно-административный штаб Начальник штаба: Эггерт Реедер. | | | | | | |  |  | Командный штаб Начальник штаба: Бодо фон Харбоу. | Командный штаб Начальник штаба: Бодо фон Харбоу. | Командный штаб Начальник штаба: Бодо фон Харбоу. | Командный штаб Начальник штаба: Бодо фон Харбоу. | Командный штаб Начальник штаба: Бодо фон Харбоу.                                                                          | Командный штаб Начальник штаба: Бодо фон Харбоу.                                                                          | | | | | | | | |                   |                   |  |  |  |  |  |  |  |  |  |  |  |  |
| | | | | | | Военно-административный штаб Начальник штаба: Эггерт Реедер. | Военно-административный штаб Начальник штаба: Эггерт Реедер. | Военно-административный штаб Начальник штаба: Эггерт Реедер. | Военно-административный штаб Начальник штаба: Эггерт Реедер. | Военно-административный штаб Начальник штаба: Эггерт Реедер. | Военно-административный штаб Начальник штаба: Эггерт Реедер. | | | | | | |  |  | Командный штаб Начальник штаба: Бодо фон Харбоу. | Командный штаб Начальник штаба: Бодо фон Харбоу. | Командный штаб Начальник штаба: Бодо фон Харбоу. | Командный штаб Начальник штаба: Бодо фон Харбоу. | Командный штаб Начальник штаба: Бодо фон Харбоу.                                                                          | Командный штаб Начальник штаба: Бодо фон Харбоу.                                                                          | | | | | | | | |                   |                   |  |  |  |  |  |  |  |  |  |  |  |  |
| | | | | | |                                                              |                                                              |                                                              |                                                              |                                                              |                                                              | | | | | | |  |  |                                                  |                                                  |                                                  |                                                  | | | | | | | | | | |                   |                   |  |  |  |  |  |  |  |  |  |  |  |  |
| Комитет генеральных секретарей Представительство бельгийской гражданской администрации.                              | Комитет генеральных секретарей Представительство бельгийской гражданской администрации.                              | Комитет генеральных секретарей Представительство бельгийской гражданской администрации.                              | Комитет генеральных секретарей Представительство бельгийской гражданской администрации.                              | Комитет генеральных секретарей Представительство бельгийской гражданской администрации.                              | Комитет генеральных секретарей Представительство бельгийской гражданской администрации.                              |                                                              |                                                              |                                                              |                                                              |                                                              |                                                              | Экономический отдел | Экономический отдел | Экономический отдел | Экономический отдел | Экономический отдел | Экономический отдел |  |  |                                                  |                                                  | Полевая жандармерия и тайная полевая полиция     | Полевая жандармерия и тайная полевая полиция     | Полевая жандармерия и тайная полевая полиция                                                                              | Полевая жандармерия и тайная полевая полиция                                                                              | Полевая жандармерия и тайная полевая полиция                                                                              | Полевая жандармерия и тайная полевая полиция                                                                              | | | Гестапо Часть СС. | Гестапо Часть СС. | Гестапо Часть СС. | Гестапо Часть СС. | Гестапо Часть СС. | Гестапо Часть СС. |  |  |  |  |  |  |  |  |  |  |  |  |
| Комитет генеральных секретарей Представительство бельгийской гражданской администрации.                              | Комитет генеральных секретарей Представительство бельгийской гражданской администрации.                              | Комитет генеральных секретарей Представительство бельгийской гражданской администрации.                              | Комитет генеральных секретарей Представительство бельгийской гражданской администрации.                              | Комитет генеральных секретарей Представительство бельгийской гражданской администрации.                              | Комитет генеральных секретарей Представительство бельгийской гражданской администрации.                              |                                                              |                                                              |                                                              |                                                              |                                                              |                                                              | Экономический отдел | Экономический отдел | Экономический отдел | Экономический отдел | Экономический отдел | Экономический отдел |  |  |                                                  |                                                  | Полевая жандармерия и тайная полевая полиция     | Полевая жандармерия и тайная полевая полиция     | Полевая жандармерия и тайная полевая полиция                                                                              | Полевая жандармерия и тайная полевая полиция                                                                              | Полевая жандармерия и тайная полевая полиция                                                                              | Полевая жандармерия и тайная полевая полиция                                                                              | | | Гестапо Часть СС. | Гестапо Часть СС. | Гестапо Часть СС. | Гестапо Часть СС. | Гестапо Часть СС. | Гестапо Часть СС. |  |  |  |  |  |  |  |  |  |  |  |  |
| Бельгийская гражданская служба Бурмистры и местные правительства; жандармерия и служба государственной безопасности. | Бельгийская гражданская служба Бурмистры и местные правительства; жандармерия и служба государственной безопасности. | Бельгийская гражданская служба Бурмистры и местные правительства; жандармерия и служба государственной безопасности. | Бельгийская гражданская служба Бурмистры и местные правительства; жандармерия и служба государственной безопасности. | Бельгийская гражданская служба Бурмистры и местные правительства; жандармерия и служба государственной безопасности. | Бельгийская гражданская служба Бурмистры и местные правительства; жандармерия и служба государственной безопасности. |                                                              |                                                              | Региональные и областные штабы                               | Региональные и областные штабы                               | Региональные и областные штабы                               | Региональные и областные штабы                               | Региональные и областные штабы                                                                                              | Региональные и областные штабы                                                                                              | | | | |  |  |                                                  |                                                  |                                                  |                                                  | Коллаборационисты Фламандский национальный союз, «движение Рекс»; каждая группировка с собственной внутренней структурой. | Коллаборационисты Фламандский национальный союз, «движение Рекс»; каждая группировка с собственной внутренней структурой. | Коллаборационисты Фламандский национальный союз, «движение Рекс»; каждая группировка с собственной внутренней структурой. | Коллаборационисты Фламандский национальный союз, «движение Рекс»; каждая группировка с собственной внутренней структурой. | Коллаборационисты Фламандский национальный союз, «движение Рекс»; каждая группировка с собственной внутренней структурой. | Коллаборационисты Фламандский национальный союз, «движение Рекс»; каждая группировка с собственной внутренней структурой. | | | | |                   |                   |  |  |  |  |  |  |  |  |  |  |  |  |
| Бельгийская гражданская служба Бурмистры и местные правительства; жандармерия и служба государственной безопасности. | Бельгийская гражданская служба Бурмистры и местные правительства; жандармерия и служба государственной безопасности. | Бельгийская гражданская служба Бурмистры и местные правительства; жандармерия и служба государственной безопасности. | Бельгийская гражданская служба Бурмистры и местные правительства; жандармерия и служба государственной безопасности. | Бельгийская гражданская служба Бурмистры и местные правительства; жандармерия и служба государственной безопасности. | Бельгийская гражданская служба Бурмистры и местные правительства; жандармерия и служба государственной безопасности. |                                                              |                                                              | Региональные и областные штабы                               | Региональные и областные штабы                               | Региональные и областные штабы                               | Региональные и областные штабы                               | Региональные и областные штабы                                                                                              | Региональные и областные штабы                                                                                              | | | | |  |  |                                                  |                                                  |                                                  |                                                  | Коллаборационисты Фламандский национальный союз, «движение Рекс»; каждая группировка с собственной внутренней структурой. | Коллаборационисты Фламандский национальный союз, «движение Рекс»; каждая группировка с собственной внутренней структурой. | Коллаборационисты Фламандский национальный союз, «движение Рекс»; каждая группировка с собственной внутренней структурой. | Коллаборационисты Фламандский национальный союз, «движение Рекс»; каждая группировка с собственной внутренней структурой. | Коллаборационисты Фламандский национальный союз, «движение Рекс»; каждая группировка с собственной внутренней структурой. | Коллаборационисты Фламандский национальный союз, «движение Рекс»; каждая группировка с собственной внутренней структурой. | | | | |                   |                   |  |  |  |  |  |  |  |  |  |  |  |  |

Основано на Van den Wijngaert, Mark; Dujardin, Vincent. La Belgique sans Roi, 1940—1950. Nouvelle Historie de Belgique. — Brussels: Éditions Complexe, 2005. — Vol. 2: 1905—1950. — P. 19—20. — 633 p. — ISBN 2-8048-0078-4.

## Комментарии
1. ↑  Администрация также несла ответственность за управление запретной зоной[англ.] (фр. zone interdite), узкой полосой вдоль французских северных и восточных границ[1].
2. ↑  На должность рейхскомиссара были предложены кандидатуры Йозефа Тербовена и Эрнста Кальтенбруннера[3].

### Книги
- Jackson, Julian. France: The Dark Years, 1940-1944 (англ.). — Oxford: Oxford University Press, 2003. — 688 p. — ISBN 0-191-62288-5.
- Kroener, Bernhard R.; Muller, Rolf-Dieter; Umbreit, Hans. Germany and the Second World War: Organization and Mobilization of the German Sphere of Power: Wartime Administration, Economy, and Manpower Resources 1939–1941 (англ.). — Oxford: Clarendon Press, 2000. — Vol. V/I. — 1209 p. — ISBN 0-198-22887-2.
- Kroener, Bernhard R.; Muller, Rolf-Dieter; Umbreit, Hans. Germany and the Second World War: Organization and Mobilization of the German Sphere of Power: Wartime Administration, Economy, and Manpower Resources 1942–1944/5 (англ.). — Oxford: Clarendon Press, 2003. — Vol. V/II. — 1142 p. — ISBN 0-198-20873-1.
- Vinen, Richard. The Unfree French: Life under the Occupation (англ.). — London: Penguin Books, 2006. — 476 p. — ISBN 0-713-99496-7.

### Статьи
- Dejonghe, Etienne. Un mouvement séparatiste dans le Nord et le Pas-de-Calais sous l'occupation (1940-1944): le «Vlaamsch Verbond van Frankrijk» (неопр.) // Revue d'histoire moderne et contemporaine. — Т. 17, № 1. — С. 50—77. — JSTOR 20527887.
- Geller, Jay Howard. The Role of Military Administration in German-Occupied Belgium, 1940-1944 (англ.) // The Journal of Military History[англ.] : journal. — 1999. — January (vol. 63, no. 1). — P. 99—125. — JSTOR 120335.
- Wouters, Nico. Localisation in the Age of Centralisation : Local Government in Belgium and Nord-Pas-de-Calais (1940-1945) // Local Government in Occupied Europe (1939-1945) (англ.) / De Wever, Bruno; Van Goethem, Herman; Wouters, Nico. — Ghent: Academia Press, 2006. — P. 83—108. — ISBN 978-9-0382-0892-3.
- Sueur, Marc. La Collaboration Politique dans le Département du Nord (1940-1944) (фр.) // Revue d'histoire de la Deuxième Guerre mondiale et des conflits contemporains[англ.] : magazine. — Vol. 34, no 135. — P. 3—45. — JSTOR 25729197.